# Chiesa di Santa Petronilla (Siena)
La chiesa di Santa Petronilla si trova a Siena in via Santa Petronilla 1.

## Storia
La chiesa è oggi sede parrocchiale, affidata dal 1986 alla Congregazione religiosa dei Figli di Santa Maria Immacolata. Essa sorge su un luogo di antica presenza francescana: fino alla metà del secolo XVI vi sorgeva un monastero di monache Clarisse, intitolato alla santa martire romana Petronilla. Il monastero fu distrutto durante le guerre che portarono all'assedio di Siena del 1555 e alla caduta della Repubblica per mano delle truppe imperiali di Carlo V. Nel 1622 l'area fu riedificata per ospitare il convento dei Cappuccini; i lavori si conclusero nel 1632 e la chiesa, la cui struttura corrisponde a grandi linee all'attuale, potette essere officiata sotto il titolo dell'Immacolata Concezione. I Cappuccini dovettero lasciare la chiesa e il convento nel 1866, a seguito delle soppressioni effettuate dalle leggi italiane post-unitarie. Tutto il complesso conventuale passò in proprietà al Comune d Siena che lo utilizzò come ricovero per malati, fino alla fine dell'800, quando la chiesa e alcuni locali annessi furono restituiti alle autorità ecclesiastiche per erigervi la parrocchia. Nel 1895 furono realizzati ingenti lavori di restauro e di adeguamento alle rinnovate esigenze, lavori che portarono il complesso ad avere all'incirca l'aspetto attuale. Sempre a seguito di questi lavori venne demolita la piccola e fatiscente chiesa dell'antico monastero femminile di S. Petronilla; il titolo e il patronato della santa martire passarono così alla neo-eretta parrocchia.

## Descrizione

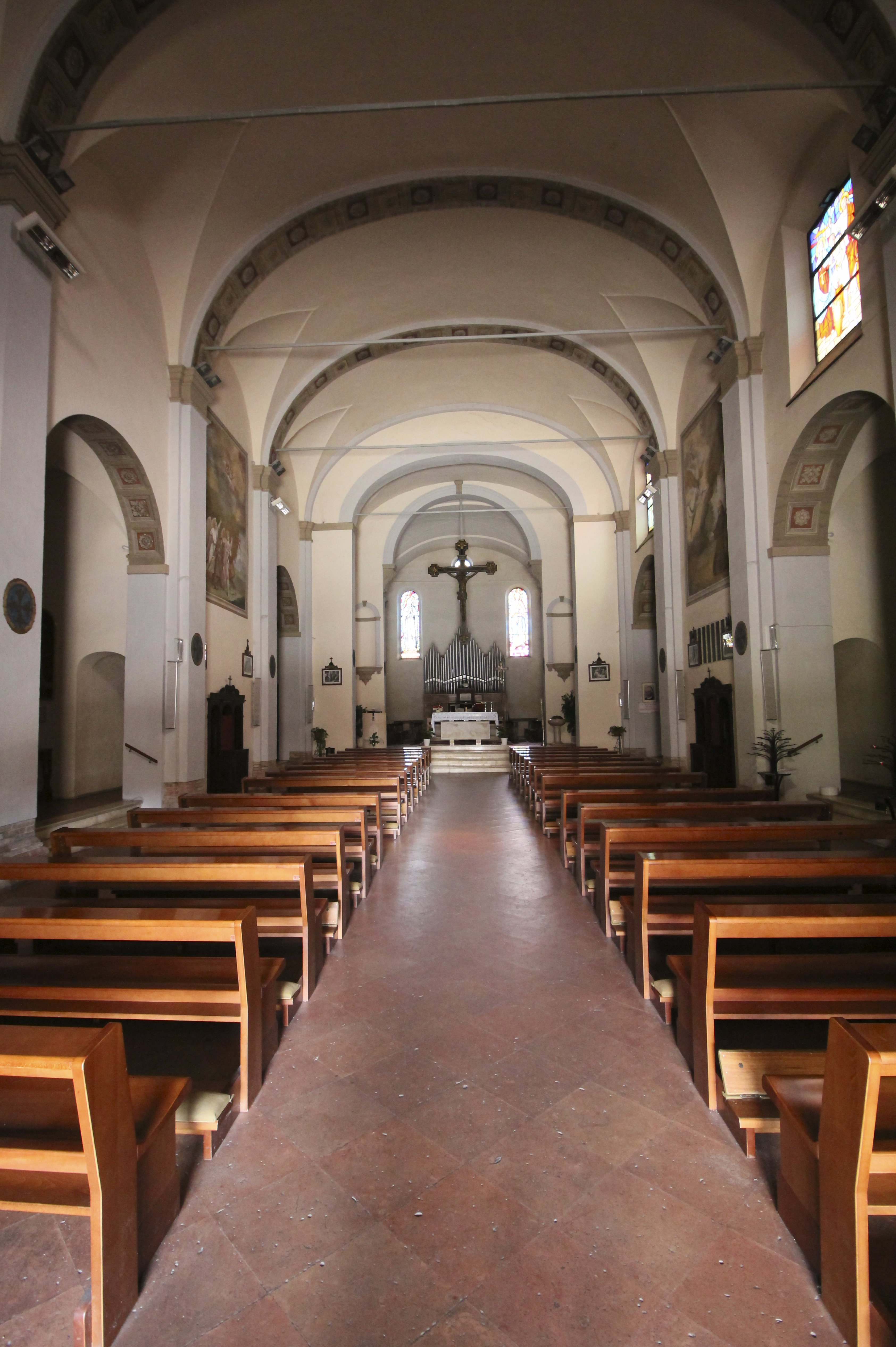
L'interno

Una moderna scalinata conduce alla chiesa, il cui aspetto esterno risulta profondamente alterato da un intervento del 1939-40, che aggiunse al prospetto anche il campanile in forme neo-romaniche.
L'interno, di impianto ottocentesco, presenta una navata unica su cui si aprono cappelle laterali; in quelle del lato sinistro sono: il Transito di san Giuseppe di Raffaello Vanni (1629), sormontato dalla piccola tela con il Martirio di santa Caterina d'Alessandria della scuola di Alessandro Casolani (fine XVI secolo - inizi XVII secolo); la Morte della Vergine di Astolfo Petrazzi, datata 1633 e, nel lato destro, il Martirio di san Lorenzo di ignoto autore del XVII secolo; la Deposizione di Cristo di Giuseppe Nicola Nasini (1704) accompagnata dall'Estasi di san Francesco di Paola del 1722 dello stesso autore. Nelle lunette in alto sono le Storie di personaggi francescani, dipinte da Vincenzo Dei nella metà dell'Ottocento. Al centro dell'abside si trova l'organo a canne Inzoli opus 270, costruito nel 1906; a trasmissione meccanica, dispone di 16 registri su due manuali e pedale.
All'interno della chiesa sono conservate alcune maglie appartenute a Gino Bartali.